# Screamo
Genres dérivés
Crunkcore, emoviolence, Nintendocore
Le screamo (également skramz) est un sous-genre musical dérivé de l'emo et du punk hardcore ayant émergé au début des années 1990. Il s'agit initialement d'un genre agressif dérivé de la musique emo caractérisé par de brèves chansons intenses et dissonantes. Le screamo se définit comme un style dissonant d'emo influencé par le punk hardcore faisant usage de hurlements. Les paroles se centrent souvent sur la souffrance émotionnelle, l'intérêt romantique, le féminisme, la politique, et les droits de l'Homme. Certains groupes screamo des années 1990 s'impliquent explicitement dans la politique.
Le terme de « screamo » est difficile à utiliser car de nombreux groupes et labels refusent d'y être associés. De nombreux styles différents de chant sont associés au terme. Certains groupes qui utilisent un style de chant guttural peuvent également y être associés. Il est également utilisé pour décrire de nombreux genres dont le post-hardcore moderne et le metalcore. Le screamo définit de nombreux sous-genres dont le crunkcore, un style de crunk utilisant les techniques vocales du screamo ; le screamo est influencé par le grindcore ; le Nintendocore s'inspire du screamo ; et l'emoviolence, qui mélange screamo et powerviolence. 

## Histoire

### Origines
Le screamo désigne un style de musique distinct ayant émergé en 1991, à San Diego, au Ché Café avec des groupes comme Heroin, Antioch Arrow, Angel Hair, Mohinder, et Portraits of Past. Ces groupes étaient influencés par le post-hardcore de Washington D.C. (en particulier Fugazi et Nation of Ulysses), le mode de vie straight edge, le groupe Articles of Faith et par le groupe de punk hardcore Die Kreuzen ainsi que par des groupes de cold wave, comme Joy Division et Bauhaus. Gravity Records,, et Ebullition Records produisent ce style expressif de hardcore chaotique. La scène est notée pour son style inspiré de la sous-culture Mod.
Le renouvellement de la scène de San Diego se propage finalement ailleurs, par exemple à Seattle, avec le groupe The Blood Brothers. La plupart des groupes de la côte Ouest ont été influencés dans le développement et la réinvention du style, des groupes tels que Orchid,, Circle Takes the Square, Pg. 99, Hot Cross, Saetia, Ampere et City of Caterpillar.

### Screamo moderne

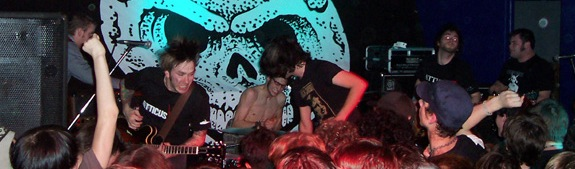
Alexisonfire, sur scène en 2004.

Certains groupes de musiques nord-américains formés au plus tard des années 1990 restent actifs depuis les années 2000, ces groupes incluent Thursday, Thrice, Alexisonfire, Poison the Well et The Used qui ont rendu le style célèbre. Certains de ces groupes ont été influencés par d'autres tels que Refused, At the Drive-In et Keepsake (en). Hawthorne Heights et Story of the Year, deux groupes fréquemment diffusés sur MTV, ont été popularisés dans le genre Screamo,,. D'autres artistes screamo en activité incluent Comadre, Off Minor, Men As Trees et Vendetta Red.
La scène DIY contemporaine screamo est particulièrement active en Europe, grâce à des groupes majeurs tels que Amanda Woodward, Louise Cyphre, Le Pré où Je Suis Mort, Daïtro, La Quiete, George Formby et Raein. L'utilisation du terme « screamo » pour décrire les groupes de post-hardcore moderne est fréquente au début des années 2010. Le genre gagne encore une fois en popularité, avec certains groupes screamo comme Loma Prieta, le groupe allemand La Petite Mort/Little death, American Standards,, Pianos Become the Teeth et Touché Amoré.

## Caractéristiques
Le screamo décrit essentiellement un style particulièrement dissonant de musique emo influencé par le punk hardcore. Le screamo utilise habituellement les instruments musicaux de rock, et notable pour ses compositions brèves et hurlements. Le genre est « généralement basé sur le côté agressif de la nouvelle scène punk internationale. » Les paroles empruntent de nombreux thèmes comme la souffrance émotionnelle, l'intérêt romantique, le féminisme, la politique et les droits de l'Homme,. Quelques groupes screamo des années 1990 se sont radicalement impliqués dans la politique comme Roger Hedgecock.

## Genres dérivés ou apparentés
L'emoviolence est un style de screamo et de powerviolence. Le nom est crédité comme une blague par In/Humanity. Les éléments reconnaissables de l'emoviolence incluent un volume amplifié et des blast beats ; la musique est dissonante, généralement rapide et criée,. Les groupes du genre incluent Pg. 99, Orchid, Reversal of Man, Agna Moraine, RentAmerica, et In/Humanity,. Certains groupes screamo, comme Orchid, Reversal of Man, et Circle Takes the Square semble plus s'approcher du grindcore que leurs pairs,. D'autres groupes screamo incorporent des éléments de post-rock à leur musique. Cette fusion se caractérise par un changement abrupte de rythme, une instrumentation atmosphérique et harmonique, et des morceaux vocaux à faible volume,. Pianos Become the Teeth, City of Caterpillar, Envy, Funeral Diner, et Le Pré où je suis mort, sont des exemples de groupes scremo influencés par le post-rock.
D'autres genres inspirés par le screamo impliquent le crunkcore et le Nintendocore. Le crunkcore mélange screamo, hip-hop crunk et des éléments de musique électronique. Le Nintendocore, un nom crédité par Horse the Band, est un genre musical fusionnant des éléments de rock moderne aux musiques de jeux vidéo, de chiptunes, et de 8-bit,,. Il s'agit d'une forme dérivée du screamo, du post-hardcore, et du metalcore mélodique,. Le Nintendocore emprunte certaines caractéristiques du screamo, comme les hurlements et un rythme imprévisible.

### Emoviolence
Circle Takes the Square, dont le style se situe à la frontière du grindcore et du post-rock, connait un succès considérable avec l'album As the Roots Undo sorti en 2004.
Certains groupes de screamo empruntent les dissonances extrêmes, la vitesse et le chaos du powerviolence. En conséquence, le terme « emoviolence » est inventé à moitié en plaisantant par le groupe In/Humanity pour décrire la fusion des deux styles qui s'appliquait à eux-mêmes, ainsi qu'à d'autres groupes comme Pg. 99, Orchid, Reversal of Man, Usurp Synapse, et RentAmerica. De plus, des groupes comme Orchid, Reversal of Man, et Circle Takes the Square ont tendance à être plus proches du grindcore que leurs prédécesseurs,. Le genre n'est plus aussi répandu qu'il l'a été dans le passé, mais il reste une force notable et prédominante dans le screamo underground. Un renouveau du genre se produit au niveau international avec des scènes régionales en Asie du Sud-Est et en Amérique du Sud qui ont pris de l'importance.

### Post-screamo
Des groupes comme City of Caterpillar, Circle Takes the Square, Envy, Funeral Diner, Pianos Become the Teeth, Respire, et Le Pré où je suis mort, incorporent des éléments post-rock dans leur musique. Cette fusion se caractérise par des changements de rythme brusques, une instrumentation atmosphérique et harmonique, et des voix déformées,. De même, des groupes comme Heaven in Her Arms et le groupe Envy utilisent des éléments de shoegazing.

### Sass
Le sass (également connu sous le nom de white belt hardcore, sassy screamo ou dancey screamo) est un style ayant émergé de la scène screamo de la fin des années 1990 et du début des années 2000. Le genre incorpore des éléments de post-punk, new wave, disco, musique électronique, dance-punk, grindcore, noise rock, metalcore, mathcore et de beatdown hardcore. Le genre se caractérise par des manières ouvertement flamboyantes, un contenu lyrique homoérotique, des synthétiseurs, des rythmes de danse et un style vocal zozotant. Les groupes de Sass comprennent les Blood Brothers, An Albatross, The Number Twelve Looks Like You, The Plot to Blow Up the Eiffel Tower, Daughters à leurs débuts, Orchid, et SeeYouSpaceCowboy.

### Pop screamo
« Pop screamo » et « MTV screamo » sont des termes utilisés pour décrire les groupes influencés par le screamo qui utilisent une instrumentation metal et une structure de chanson pop pour former un son plus viable commercialement que le screamo traditionnel. Le style se développe et connaît un succès grand public au début des années 2000. La scène est anciennement menée par des groupes tels que Thursday, Hawthorne Heights, Taking Back Sunday, The Used, Senses Fail, Silverstein, Chiodos, From First to Last, Saosin, Thrice et Finch et des groupes moins connus disparus tels que Before Their Eyes et Here I Come Falling. Le genre a connu un renouveau dans les années 2010.